# Dekanat Połaniec
Dekanat Połaniec – jeden z 25 dekanatów w rzymskokatolickiej diecezji sandomierskiej sandomierskiej.

## Parafie
W skład dekanatu wchodzi 9 parafii:
- parafia św. Apostołów Piotra i Pawła – Beszowa
- parafia Wniebowzięcia Najświętszej Maryi Panny – Koniemłoty
- parafia Nawiedzenia Najświętszej Maryi Panny – Niekrasów
- parafia MB Wspomożenia Wiernych – Połaniec
- parafia św. Marcina – Połaniec
- parafia św. Stanisława – Ruszcza
- parafia św. Andrzeja Apostoła – Strzegom
- parafia św. Jana Chrzciciela – Szczebrzusz (Zofiówka)
- parafia Jezusa Miłosiernego – Szwagrów

## Sąsiednie dekanaty
Baranów Sandomierski, Chmielnik (diec. kielecka), Koprzywnica, Mielec Północ (diec. tarnowska), Staszów, Stopnica (diec. kielecka), Szczucin (diec. tarnowska)